# Burg Schönburg (Schönburg)
Die Schönburg ist eine Burganlage über dem Dorf Schönburg in der Nähe von Naumburg (Saale) im Burgenlandkreis in Sachsen-Anhalt.

## Anlage
Die Höhenburg erhebt sich auf einem Sandsteinfelsen etwa 40 Meter über der Saale. Die Anlage besteht aus der Vor- und der Kernburg, auf nahezu trapezförmigem Grundriss. Zwischen beiden liegt ein schmaler Zwinger, durch den ein Kammertor mit romanischen Kantensäulen in der Torlaibung führt. Sehenswert ist vor allem der 32 Meter hohe, besteigbare Bergfried (3,60 m Mauerstärke, ursprünglicher Hocheingang in 8 Meter Höhe) mit seinem schönen Kamin im Turmgemach und der Wachstube an der Turmspitze. Der Turm stammt aus der Zeit um 1230. Die Plattform des Bergfriedes hat einen umlaufenden Zinnenkranz, ist darin aber noch mit einer aufgemauerten Kegelspitze (mit Ausgangstür) bekrönt.
Das letzte in der Kernburg noch erhaltene Gebäude wurde als Gerichtshaus bezeichnet – heute als Rittersaal, in dem auch Trauungen stattfinden. Große Teile der Wehrmauern um Vor- und Kernburg sind noch vorhanden.

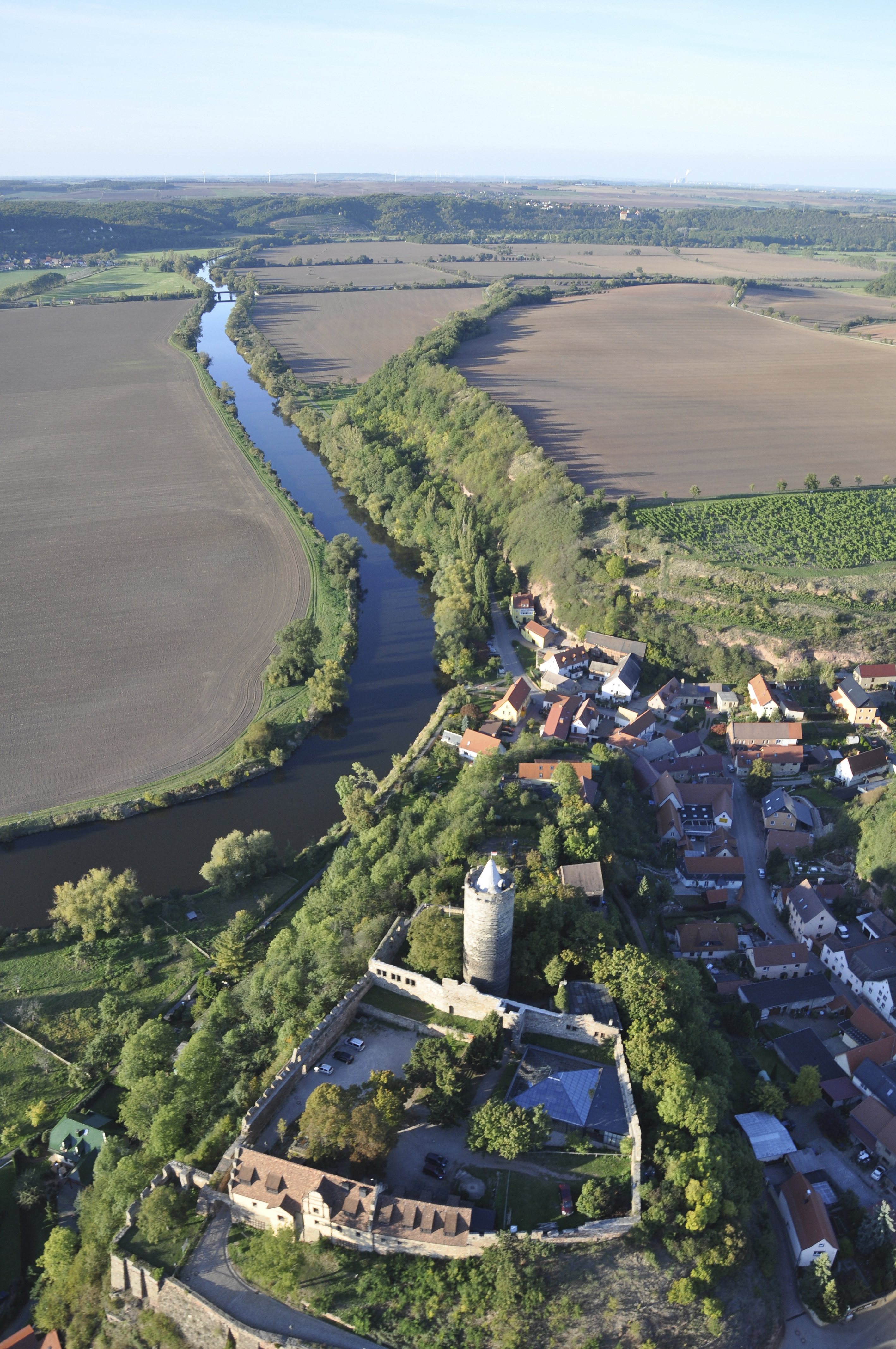
Luftbild: hier sichtbar ist der schmale (grün bewachsene) Zwinger zwischen Kernburg und Vorburg

Die heute noch anzutreffenden älteren Bauten und Bauteile der Schönburg wurden vor allem im 12. und 13. Jahrhundert errichtet. Da die Anlage nach der Verbreitung der Feuerwaffen nicht mehr den militärischen Erfordernissen angepasst oder zum Schloss umgebaut wurde, blieb ein erheblicher Teil aus dieser Bauzeit erhalten. Das Gebäude neben dem Tor zur Vorburg ist die ehemalige Försterei und wurde 1539/40 im Stil der Renaissance erbaut. Es wird heute für eine Gaststätte genutzt.

## Geschichte
Die Frühgeschichte der Schönburg liegt im Dunkel der Geschichte, da es dazu keine Urkunden gibt. Jedoch weist Otto Posse darauf hin, dass die edelfreien Herren von Schönburg die Burg offenbar vor der Übertragung des Reichsbesitzes an das Bistum Naumburg als Reichslehen besaßen. Diese Übertragung des Burgwards Schönburg vom Reich ans Bistum dürfte nach Posse wohl um 1060–1065, jedenfalls nicht viel später, erfolgt sein, da das Bistum von Kaiser Heinrich IV. im Jahre 1064 fünfzig Hufen Land im Burgward Schrebitz erhielt sowie den ganzen Burgward Gröba und schon 1060 hatte das Bistum den Burgward Langenberg (bei Gera) erhalten und 1065 noch die Burgwarde Strehla und Boritz.
In zwei Urkunden des Bischofs Berthold I. von Naumburg (Berthold I. von Boblas) treten in den Jahren 1157 und am 1. Mai 1161 als Zeugen die schönburgischen Edelherren Ulricus und „Sigifridus de Sconenberc“ auf.
Nicht 1137 (wie ältere Literatur, insbesondere DDR-Literatur behauptete), sondern erst 1157 findet die Schönburg erstmals Erwähnung in einer Urkunde. Es handelte sich um einen Urkunden-Lesefehler. Aus dem Jahre 1278 existiert eine Beschreibung des Burgwardes Schönburg.
Der Sage nach soll die Schönburg bereits durch Ludwig den Springer gegründet worden sein. Vor dem 12. Jahrhundert war Besitzer der Burg offenbar die edelfreie Familie von Schönburg. Seit 1174 sind auch bischöflich-naumburgische Ministeriale mit dem Namen Schönburg genannt. Die uradelige (niederadelige) Familie von Schönberg soll auch von dieser Burg stammen. Demnach waren sie Burgmannen des Edelgeschlechts von Schönburg. Der Bischof von Naumburg nennt seine Ministerialen „castellani“ oder „castrenses“ in den Urkunden. Im Jahr 1217 erhält der Ritter Albert von Gröbzig als Burgmanne der Schönburg vom Bischof Güter „pro custodia castri nostri Sconenberg“ („für die Bewachung unserer Burg Sconenberg“). Von etwa dem 13. Jahrhundert bis zur Reformation war die Burg im unmittelbaren und lehnfreien Besitz der Bischöfe von Naumburg/Zeitz und diente ihnen auch als Sommerresidenz. 1355 wurde die Burg Schönburg für kurze Zeit an das Naumburger Domkapitel verpfändet. Im Sächsischen Bruderkrieg eroberte Apel von Vitzthum im Dienste des Landgrafen Wilhelm III. die Burg, wobei diese ausbrannte.
In der Zeit des Bistums Naumburg als Burgbesitzer sind auf der Schönburg u. a. die Familien
- von Bünau
- von Gröbitz (an anderer Stelle von Gröbzig genannt)
- von Geisa
- von Lichtenhain
- von Würchhausen
- von Portzig (wohl auch Porzig?)
- von Schütz (Sagittarius)
- von Hagenist bzw. Hagenest
- von Ostrau

als naumburgische Burgmannen belegt.
Carl Peter Lepsius publizierte (Kleine Schriften 2, 1854/55; zitiert bei O. Posse S. 23, Nr. 2) bereits im 19. Jahrhundert, dass laut einer Urkunde vom 30. Januar 1334 der Bruder des Bischofs Heinrich von Naumburg (Heinrich von Grünberg), Johannes von Grünberg, auf der Schönburg als Kastellan/Burgmanne seinen Dienst für das Bistum verrichtete. Er nennt sich hier „Johannes de Schonenburg“, wird als „unser Bruder“ (frater noster) vom Bischof betitelt. Bestätigend fand sich in Naumburg ein Anniversarium für einen „Johannes de Gruneberg, miles“ (also Ritter Johannes).
Der Burgward Schönburg östlich von Naumburg bildete mit zwölf umliegenden Dörfern seit dem 12. Jahrhundert einen größeren zum Hochstift Naumburg/Zeitz gehörigen Güterbezirk, aus dem im Spätmittelalter das stiftische Amt Schönburg mit den Orten Schönburg, Possenhain und anteilig Gröbitz und Plotha entstand. Der Streubesitz der Naumburger Bischöfe um ihre Bischofskirche an der Saale wurde 1544 im Amt Naumburg zusammengefasst, in dem somit die älteren Ämter Schönburg und Saaleck, der Besitz der säkularisierten Klöster St. Georg und St. Moritz sowie das städtische Weichbild aufgingen.
Mit der Reformation wurde das Bistum aufgelöst, die Burg ging im Jahr 1564 in das Eigentum der albertinischen Kurfürsten von Sachsen über, welches ein kursächsischer Amtmann verwaltete. 1570 wurde die Burg von den Kurfürsten verpachtet – zunächst wiederum an das Domkapitel von Naumburg. Im Renaissancebau der Vorburg wurde um etwa 1650 die Försterei eingerichtet, die für einige Jahrhunderte dort verblieb. An den ungenutzten Gebäuden begann der Verfall. 1668 wurden die zur Burg gehörenden Amtsgüter an die Bauern von Schönburg und Possenhain verkauft. Diese holten sich dann immer wieder die gut behauenen Steine der Gebäude für ihre Höfe. Aus dem 16./17. Jh. sind etliche Inventare und Baurechnungen überliefert, die den teilweise schlechten Zustand der Bausubstanz, aber auch Reparaturarbeiten belegen.

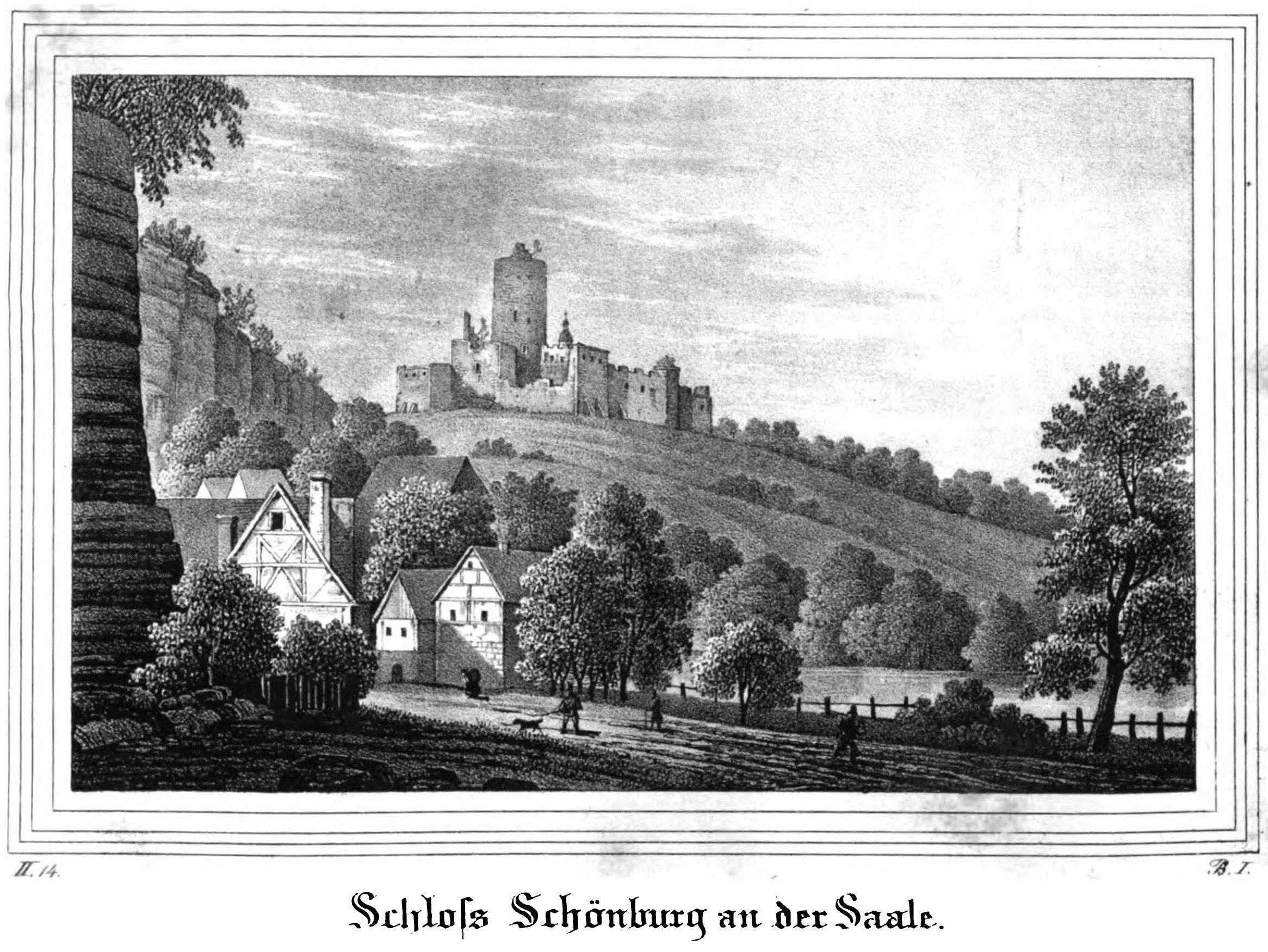
Die Schönburg um 1830

1815 ging die Burg durch die Beschlüsse des Wiener Kongresses in den Besitz des preußischen Staates über. Die Zeit der Romantik brachte wieder mehr Aufmerksamkeit für die Schönburg. Bereits um 1800 wurden Restaurierungen an der Burg durchgeführt, die auf den Erhalt der reizvollen Ansicht der Burg im Saaletal gerichtet waren. Ebenso wurde der Bergfried 1825 repariert, um ihn als Aussichtspunkt zu nutzen.
Am 25. Juli 1860 gründete der junge Friedrich Nietzsche mit seinen Freunden Wilhelm Pinder und Gustav Krug auf der Burgruine die künstlerisch-literarische Vereinigung „Germania“, in der an diesem Ort vierteljährlich über Literatur, Philosophie, Musik und Sprache diskutiert wurde. Die Vereinigung bestand bis 1863.
Über das gesamte 19. Jahrhundert erfolgten zur Bestandssicherung Reparaturarbeiten an den Ringmauern. Nach größeren Restaurierungsarbeiten 1884 wurde in der Kernburg eine Gastwirtschaft eröffnet, die nach 1927 in die Vorburg verlegt wurde. 1924 übernahm die Stadt Naumburg gemeinsam mit dem Naumburger Delegierten-Convent die Burg vom preußischen Staat. Der Convent hielt nun hier seine jährlichen Tagungen ab.
Nach dem Zweiten Weltkrieg wurde das traditionsreiche kulturelle Leben im Dorf Schönburg wieder aufgenommen. Das „Dorfensemble Schönburg“ mit Chor, Tanzgruppe und Bläsergruppe bezog die Burg mit ein. 1952 fand das erste große Sängertreffen auf der Schönburg statt. Es folgten dann regelmäßig bis heute sogenannte Schönburgfeste. Erfinder der Schönburgfeste war der Heimatdichter Hartwig Stützer (1924–2002). Drei Gedenktafeln in der Mauer der Vorburg (beim Portal zum Altan) erinnern an ihn und zwei andere Persönlichkeiten der Gemeinde Schönburg.
1991 begann eine umfangreiche Rekonstruktion der Burganlage, sodass die Burg bis 1994 für den Besucherverkehr geschlossen war. Am 29. Juni 1994 gründeten Schönburger Bürger den Heimatverein Schönburg/Saale der sich der Erhaltung der Burg und der Förderung der Kulturveranstaltungen (Schönburgfeste) verschrieben hat.

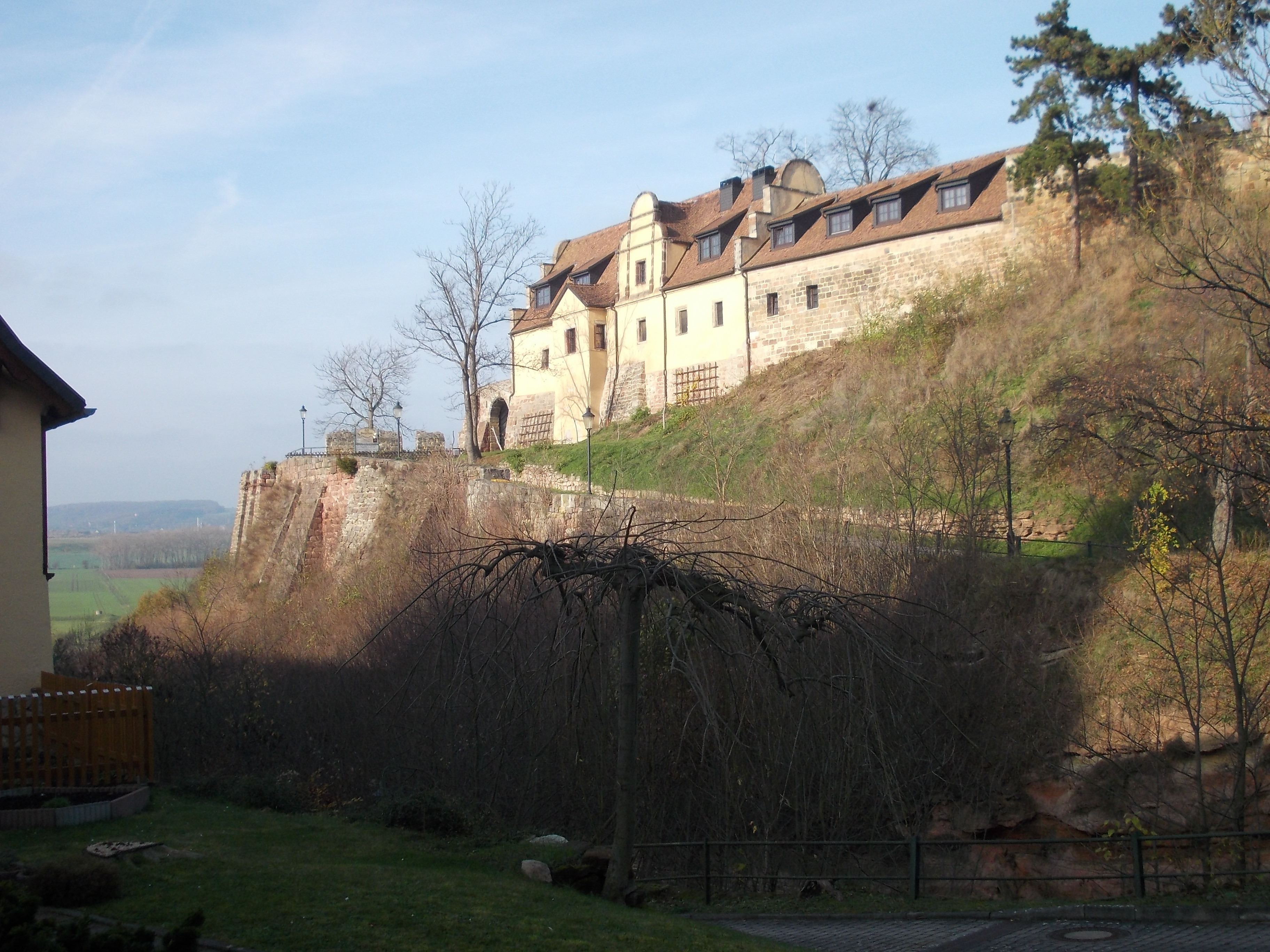
Die Schönburg von Südost mit ehem. Försterei (Vorburg)
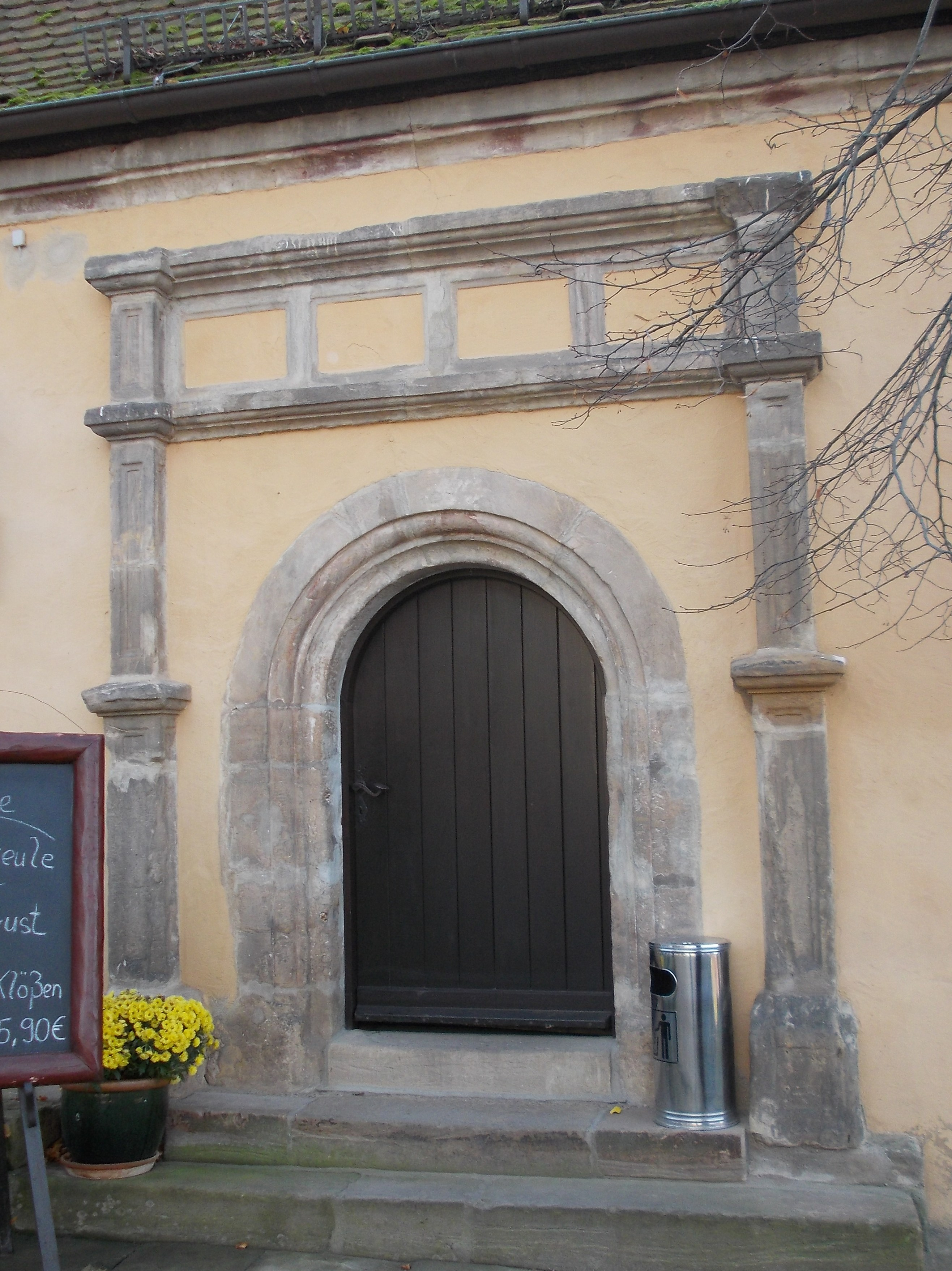
Romanisches Portal an der ehem. Försterei (Burggaststätte)
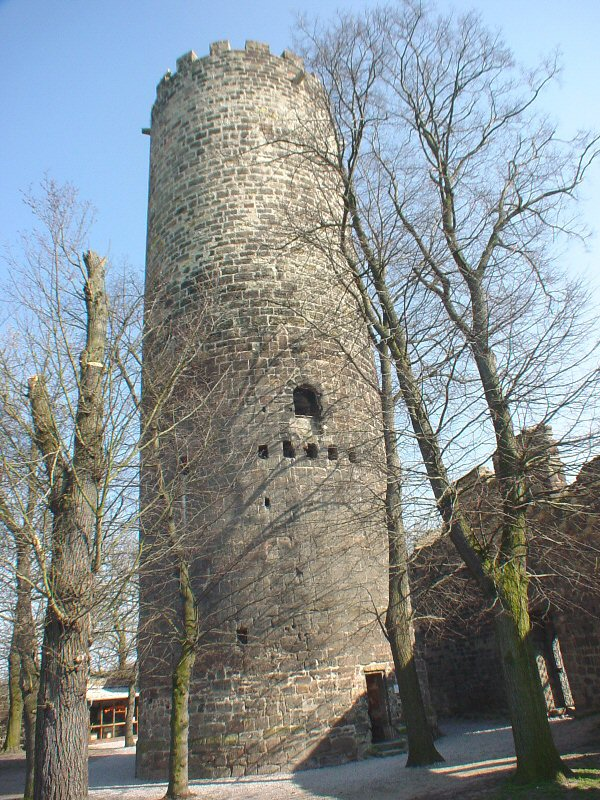
Der Bergfried von 1230
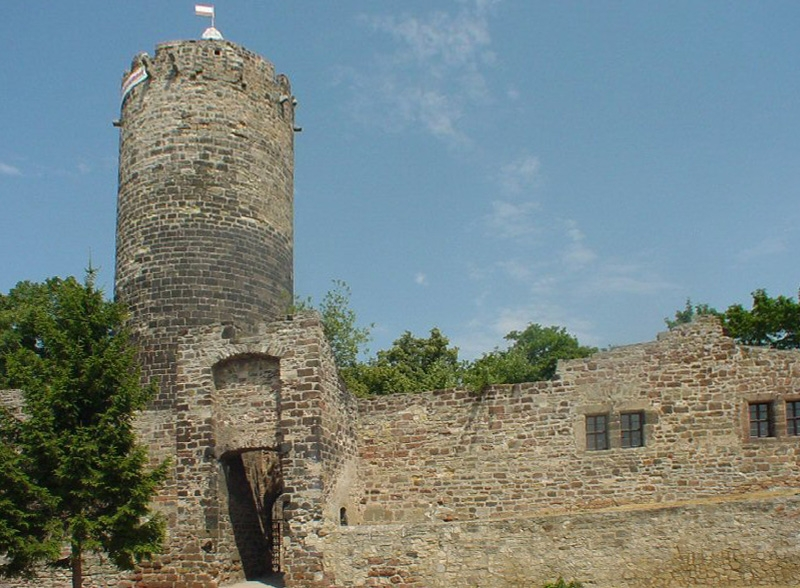
Südmauer der Kernburg mit Kammertor (Vorburgseite)
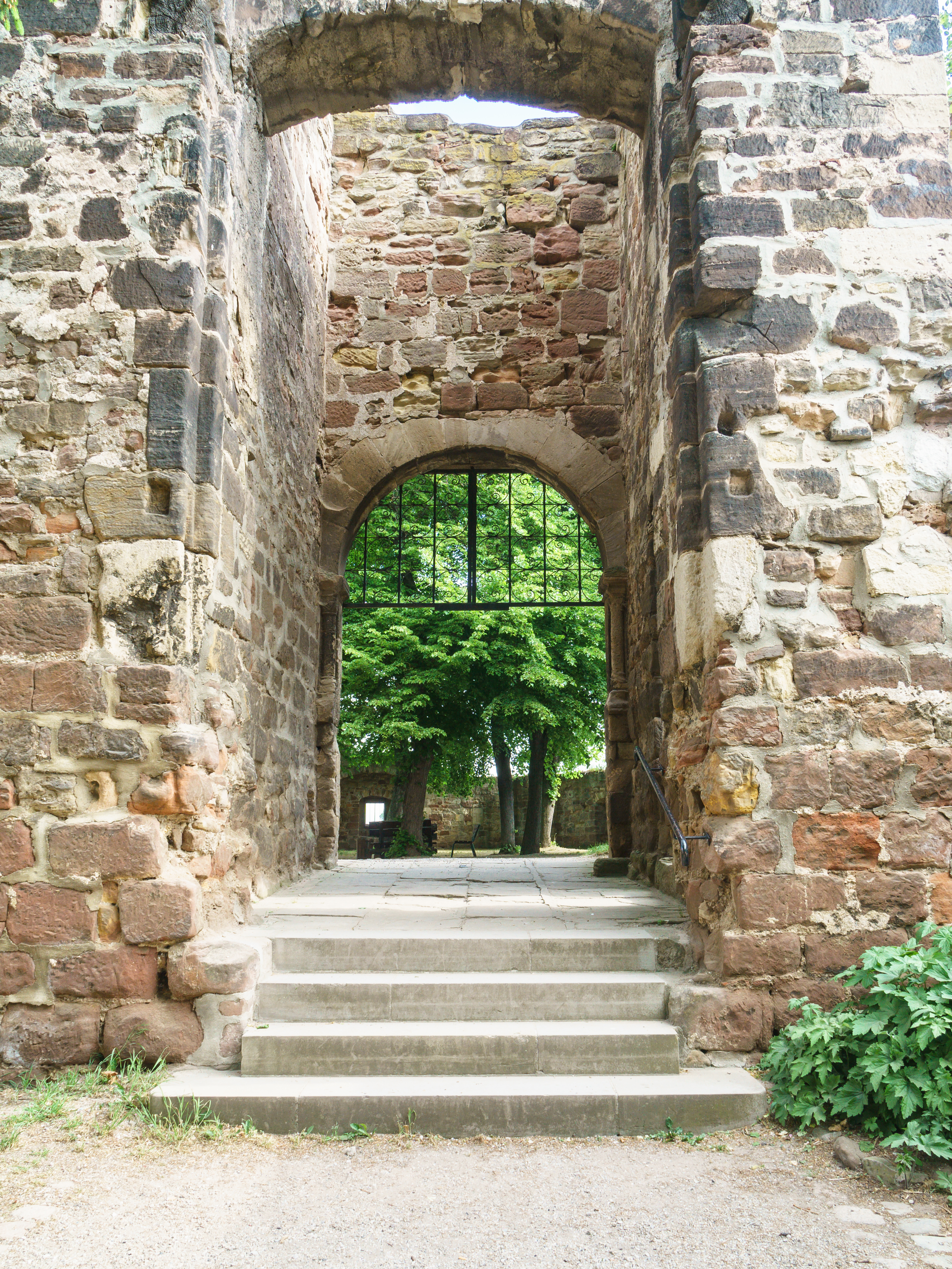
Kammertor mit romanischen Kantensäulen an der Torlaibung
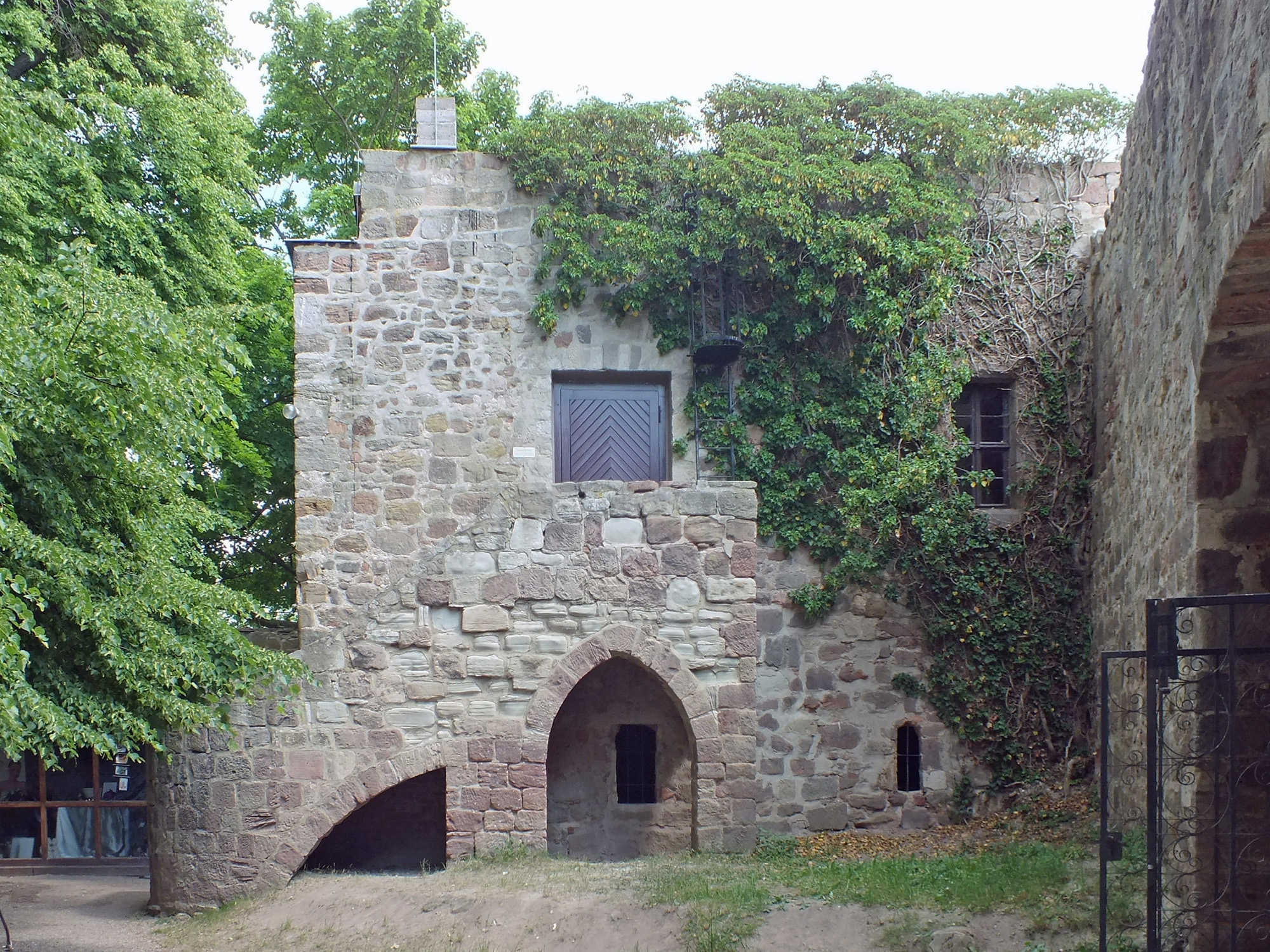
Das Gerichtshaus in der Kernburg
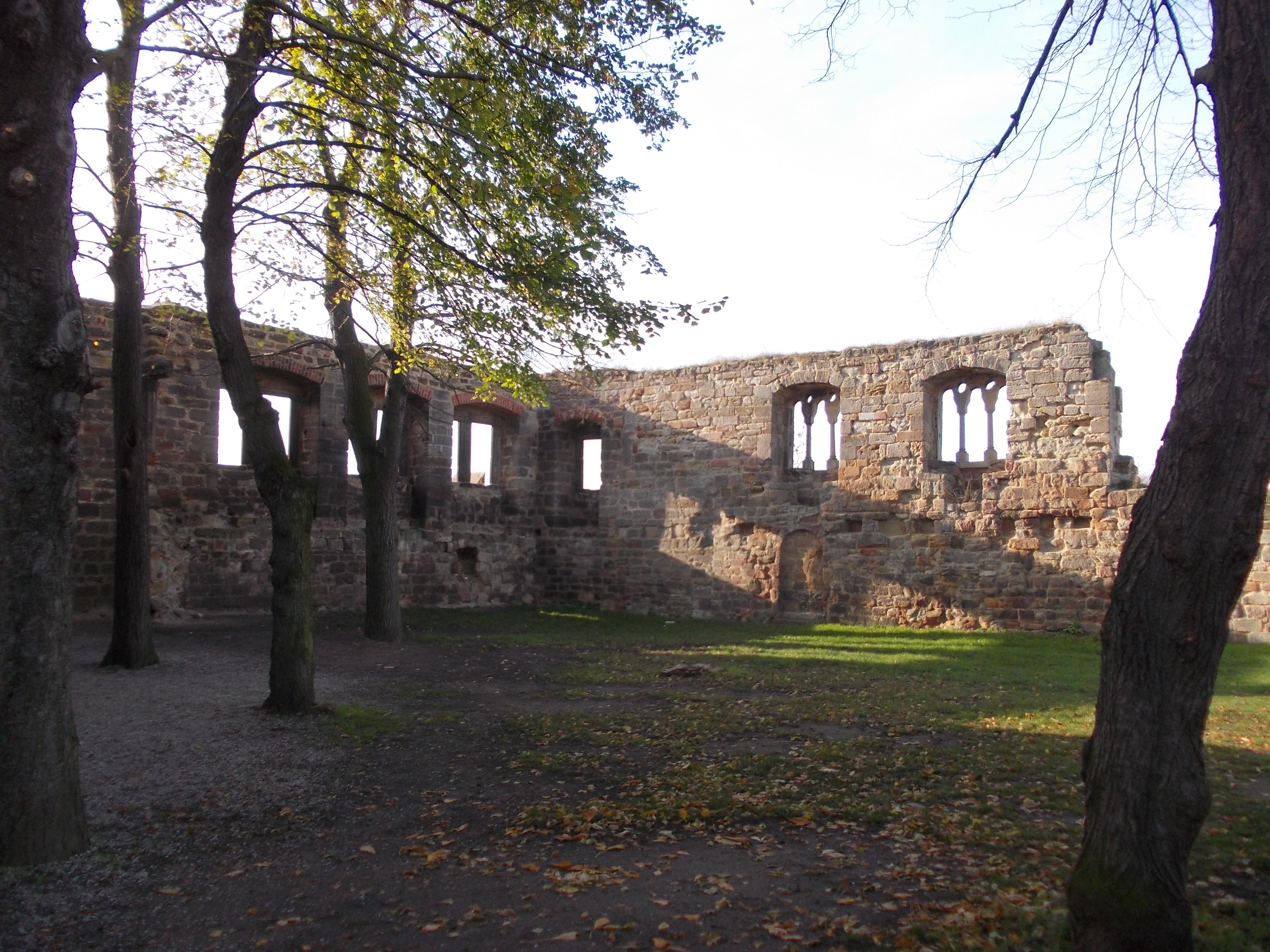
Mauern des Palas (Kernburg)
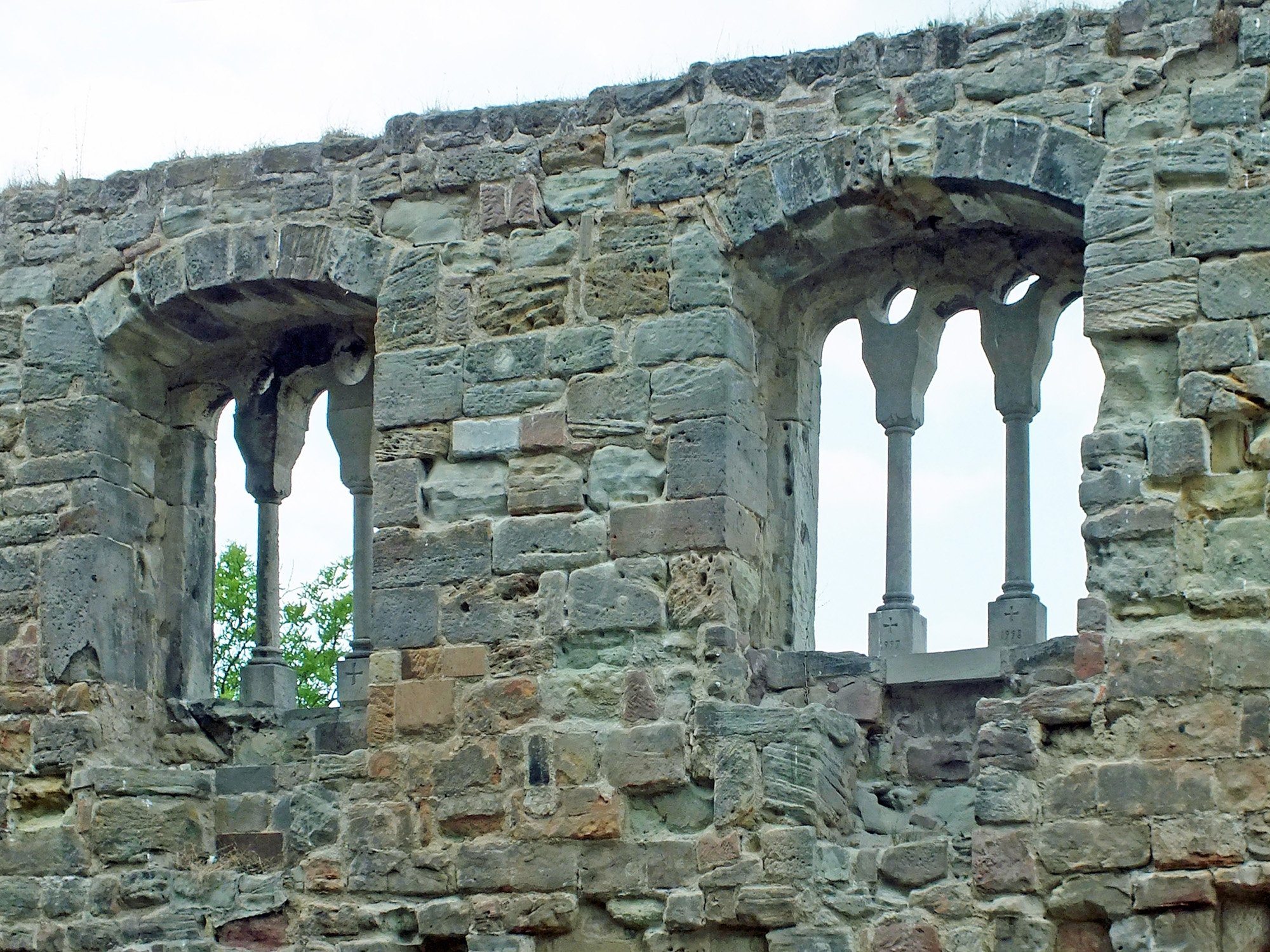
1991 eingesetzte Fenstersäulen im Palas
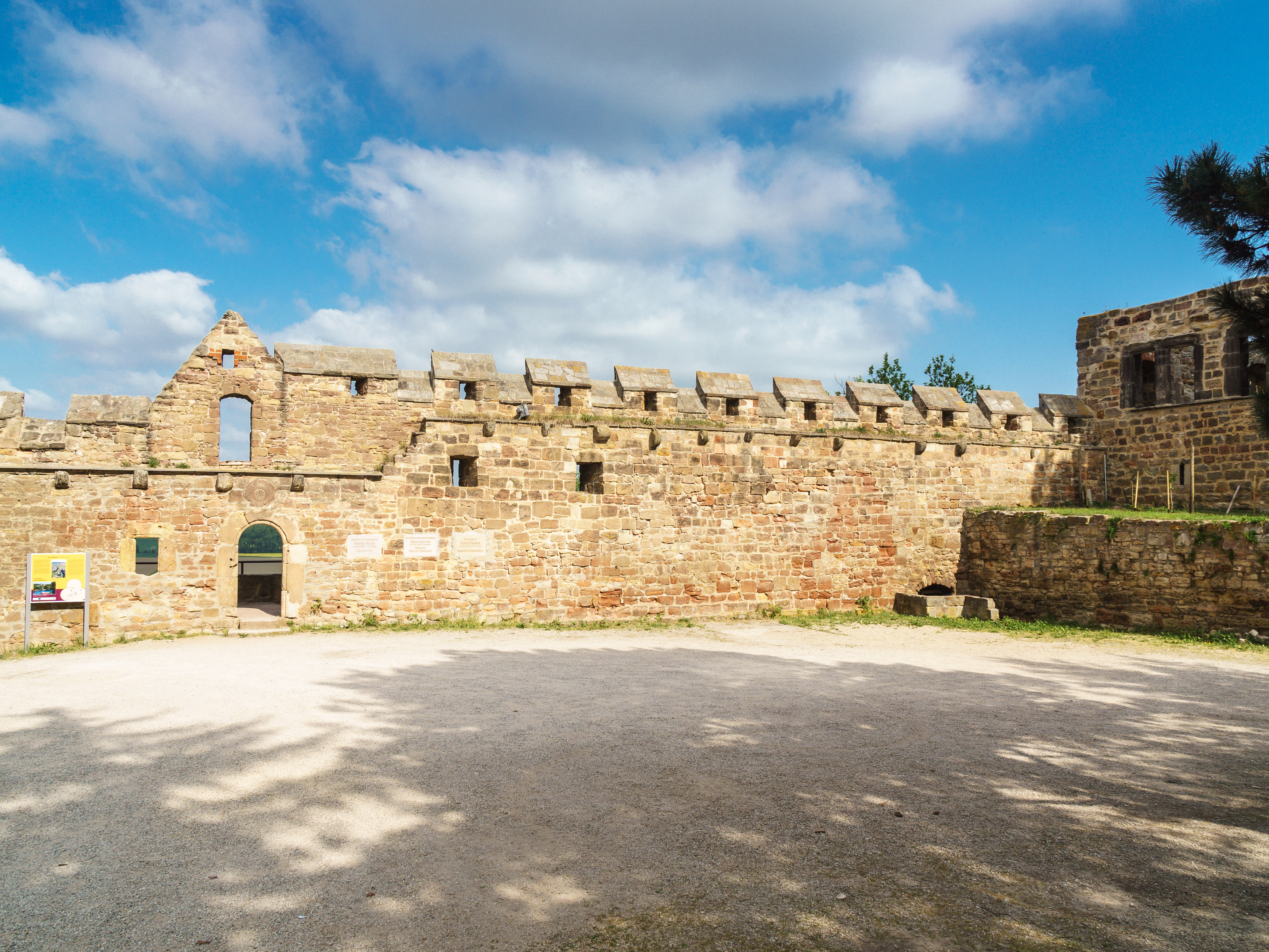
Steinerner Wehrgang mit Steintreppe, Zinnen und Kragsteinen auf der westlichen Ringmauer der Vorburg; mit Portal zum Altan
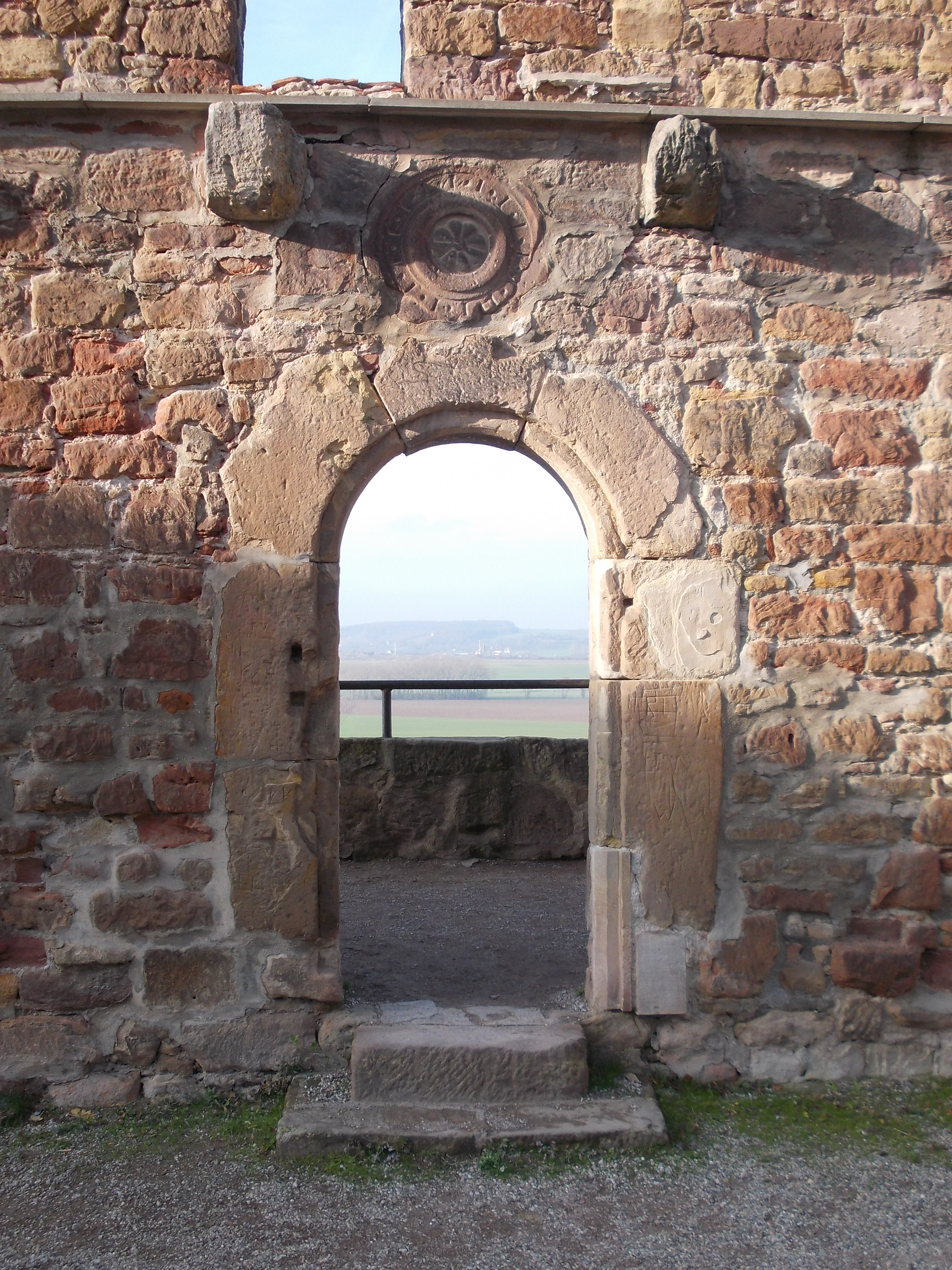
Romanisches Portal zum Altan (Vorburg)
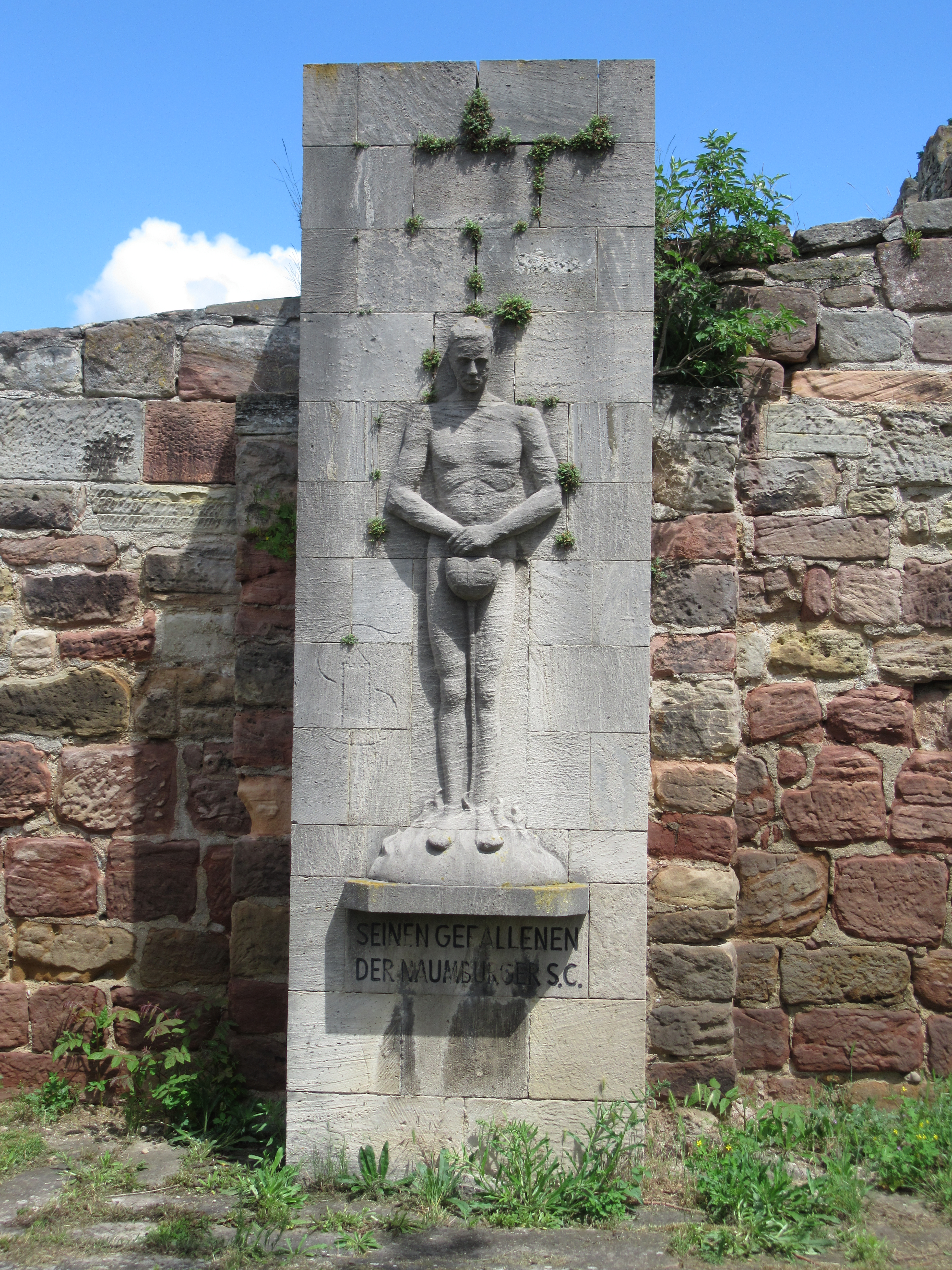
Denkmal neben dem Tor der Vorburg (an deren Außenseite) für die Gefallenen des Naumburger Senioren-Convent (S.C.), Erster Weltkrieg

### Ministerialenfamilie von Schönburg und von Rudelsburg (erloschenes Adelsgeschlecht, Thüringen)
1846 hatte Carl Peter Lepsius bereits publiziert, dass eine Adelsfamilie von Schönburg auf dieser Burg gesessen hatte, die zeitweise in Urkunden als edelfrei (Nobiles) aufgeführt wurde in den Zeugenreihen, zeitweise als Ministeriale. Im Jahre 1914 gelang dem Archivar und Historiker Otto Posse die Sortierung der urkundlich genannten „Schönburger“ in zwei nicht miteinander verwandte Familien. Die uradeligen Edelherren (nobiles) von Schönburg und ein bischöflich-naumburgisches Ministerialengeschlecht „von Schönburg (und von Rudelsburg)“. Letzteres nannte sich nach der Schönburg und zeitweise nach der Rudelsburg bei Kösen, auf der sie auch Dienst für das Bistum taten. Noch im 14. Jahrhundert scheint die Ministerialenfamilie erloschen zu sein. Ihr Wappen ist überliefert. Es zeigte ein Andreaskreuz im Schild. In den Urkunden von 10. März 1166, 1171 (zwei Urkunden), 24. Mai 1182, 1184, 29. Juni 1185 werden jeweils als Zeugen Edelherren und Ministeriale von Schönburg gleichzeitig – aber streng nach Stand getrennt – genannt.
Während etliche Vertreter der naumburgischen Ministerialenfamilie urkundlich belegt sind (Stammtafel bei Posse) sind nur drei Personen der thüringischen Linie der Edelherren (nobiles) von Schönburg (etliche Male) urkundlich belegt.
Im Jahre 1166 werden aus der Ministerialenfamilie folgende Personen erwähnt:
- Hartmud (1166)
- Hugo I. (1166, 1171), Gemahlin Walburg vor 1186
- Gotfrid (1166)
- Hermann I. (1166)
- Johann (1166, 1171, 1182), Gemahlin Jutta 1182
- Volkmar (1166)

Sowie 1171 Günther I.
Dies ist nach der Stammtafel von Otto Posse die erste Generation des Ministerialengeschlechts von Schönburg. Zur zweiten Generation gehören unter anderem Hugo II. (1171, 1172, 1174, 1182, vor 1186, von Schönburg und/oder von Rudelsburg; "Hugo de Rutlewesberc", Zeuge in einer Urkunde des Bischofs Udo II. von Naumburg vom 24. Mai 1182) sowie Bodo I. (1171 von Schönburg, 1172 von Rudelsburg, 1182, vor 1186, 1196)
Die Stammtafel bei Posse weist für 1217 noch
- Berthold den Jüngeren (1217, 1238, 1246) und
- Hatto den Jüngeren (1217)

aus. Später sollen nur noch vereinzelt Personen dieser Ministerialenfamilie in Thüringen urkundlich erschienen sein:
- Heinrich von Sconenberch (1293, 1302), erwähnt als Burgmann der Schönburg
- Ritter Günther (1299, 1308), durch Bischof Bruno von Naumburg als „castellanus noster ibidem“ (also als sein Burgmann zu Schönburg) betitelt. 1344 wird nach dem Tode eines Johann von Schonenburg ein Lehnstück im Dorf Possenhain an das Bistum Naumburg rückübertragen. Mit dem Tode Johanns scheint dieser Burgmannenzweig auf der Schönburg daher erloschen zu sein. Ein anderer Zweig existierte aber auf der Rudelsburg noch fort. Von dem Zweig auf der Rudelsburg scheint auch die sächsische Familie von Schönberg abzustammen. Mitte des 14. Jahrhunderts erscheint ein Heinrich von Schönburg im Gefolge der Landgrafen von Thüringen, insbesondere oft ab 1271 unter Landgraf Albrecht von Thüringen (Albrecht der Entartete) aus dem Hause Wettin. Heinrich war landgräflicher Vogt auf Burg Eckartsberga. Sein mutmaßlicher Nachkomme, Konrad von Schönburg (1388) ist 1388 im Lehnsbesitz von Laucha an der Unstrut. Das Siegel der Urkunde von 1388 zeigt Konrads Wappen, ein Andreaskreuz im Schild. Mit dem Ende des 14. Jahrhunderts wird das Ministerialengeschlecht von Schönburg und von Rudelsburg in Thüringen nicht mehr erwähnt.[15]

### Edelherren von Schönburg (erloschenes Adelsgeschlecht, Thüringen)
Die thüringischen Edelherren von Schönburg sind ein um/nach 1222 erloschenes Adelsgeschlecht.
Belegt durch etliche Indizien saß eine edelfreie Familie von Schönburg auf dieser Burg, bevor die Burg an das Bistum Naumburg kam. Recht sicher kann man Verwandtschaft mit den markmeißnischen Herren von Schönburg annehmen, da dies durch eine Urkunde als sehr sicher anzunehmen ist. Die thüringische Linie der schönburgischen Edelherren ist demnach mit der hermannischen Linie der Schönburger in der Mark Meißen bzw. dem Zwickauer Muldental verwandt gewesen. Die Markmeißnische Linie beginnt mit Sigfried von Sconenburg (1161), Hermann I. (um 1181–85, 1212, 1217, 1215 ministerialis imperii=Reichsministeriale), Hermann II. (1215, 1220, 1221, 1222, 1224, Nobilis 1222).
Diese Linie, die nach Hermann I. benannt ist, ist insgesamt noch in mehreren Zweigen bis heute bestehend.
Der wohl ältere thüringische Teil ist aber um/nach 1222 mit Berthold II. erloschen. Am 8. Mai 1394 verkauft die hermannische/markmeißnische Linie Restbesitz in den Bistümern Naumburg und Merseburg. Schon 1328 und 1333 hatte Fritzko von Schönburg, Herr zu Crimmitschau die Pödelister Mühle, sowie Besitz in Corbetha dem Kloster Beuditz bei Weißenfels übertragen.
Urkundlich belegte edelfreie Schönburger der thüringischen Linie sind nach Otto Posse:
- Ulrich von Sconenburg (1130, 1157, 1161, Nobilis 1166)
- Berthold I. (1182, 1184, 1185, 1191, 1197, 1215, Nobilis 1166/1171/1182)
- Berthold II. (1215, Nobilis 1222)

Am 26. September 1222 benennt eine Urkunde des Bischofs Engelhard von Naumburg als Zeugen unter den Nobiles (Edlen) direkt nebeneinander/zusammen (Zitat): „Bertholdvs de Sconenberch. Hermannus de Sconenberch“. Wie Otto Posse nachweisen konnte sind dies Berthold II. aus der thüringischen Linie und Hermann II. aus der markmeißnischen Linie der edelfreien Schönburger. Dies ist die letzte Erwähnung eines edelfreien Schönburgers der thüringischen Linie.
Das Wappen der erloschenen thüringischen Edelherren von Schönburg ist nicht überliefert worden. In DDR-Literatur wurde der genannte Ulrich von Schönburg als "Ulricus de Schunenburg" aufgeführt. Er wurde 1130 als Zeuge in einer Urkunde der Gräfin Helinburg von Gleichen für das Kloster Volkenroda in Thüringen genannt (Klostergründung in Volkenroda).
1328 befindet sich die Pödelister Mühle im Besitz der markmeißnischen (hermannischen) Linie der Edelherren von Schönburg, 1333 auch Corbetha (Großkorbetha und Kleinkorbetha) und schon 1271 ist Besitz in Camburg belegt. Im Jahre 1271 übertragen die Brüder Johann und Friedrich von Schönburg, aus der markmeißnischen Linie der Edelherren, einen Hof in Mörtitz (bei Delitzsch) an den Deutschen Orden zu Halle/Saale als Schenkung. Dieser Hof war Reichslehn, denn die Urkunde besagt, dass sie vom Kaiser damit belehnt waren. Dies belegt die ständische Stellung der thüringischen und markmeißnischen Edelherren von Schönburg. Eine markgräflich-meißnische Urkunde der Wettiner von 1345 benennt als Zeugen Herzog Rudolf von Sachsen und Graf Albrecht von Anhalt, direkt gefolgt von den beiden nobiles Friedrich der Ältere und der Jüngere von Schönburg. Eine Urkunde des Landgrafen Dietrich von Thüringen vom 22. Juli 1293 benennt in der Zeugenreihe Hermann und Friedrich von Schönburg zwischen dem Burggrafen von Altenburg und dem Burggrafen von Kirchberg. Berthold I. von Schönburg aus der thüringischen Linie erscheint am 17. März 1191 als erster von 35 Laienzeugen in einer Urkunde des Markgrafen Konrad von der Ostmark. In einer Urkunde der Witwe Hedwig, Markgräfin von Meißen, vom 5. Januar 1197 erscheint er als dritter von 20 Zeugen nach Graf Meinher von Werben und Erkenbold von Greißlau. Nur diese drei Zeugen sind Edelherren. Berthold II., urkundlich als Sohn Berthold I. belegt, wird am 28. August 1215 als Zeuge zusammen mit seinem Vater erwähnt. Ihnen beiden gehen als Zeugen voran Burggraf Meinher von Meißen (aus dem Hause Werben) und Gamino von Werben. Danach folgen Ministeriale als Zeugen.

## Namensformen (Burg und Adelsgeschlechter)
Nachfolgende Daten nach O. Posse: Die Urahnen des fürstlichen und gräflichen Hauses Schönburg. (1914):
- Ulricus de Schunenburg (genaue Urkundenschreibweise?), erwähnt 1130, Edelgeschlecht
- Ulricus und Sigifridus de Sconenberc (1157 und 1. Mai 1161), Edelgeschlecht, Urkunden des Bischofs Berthold von Naumburg
- de Sconenberch (1222), Berthold II. und Hermann II., Edelgeschlecht
- Hermannus de Shoninburc (1233, Gründungsurkunde des Klosters Geringswalde), Hermann II., Edelgeschlecht
- Friderico de Sconenburch (15. April 1248), Friedrich I., Edelgeschlecht
- dominus de Sconenburc, Titel für Friedrich I. (1271), Edelgeschlecht
- castrum Sconenberg sowie castro Schonenberg (beides Urkunde 22. September 1278)
- dominus de Shonnenburg (1291), Titel für Hermann IV., Friedrich II., Dietrich I. und Friedrich III., Edelgeschlecht
- Shonenberg (14. November 1302)
- Schonenberg (9. April 1316)
- Sconenbergk (7. Juni 1317)
- de Schonenburg, Benennung Angehöriger des Edelgeschlechts im Lehnbuch Friedrich des Strengen 1349–1350 (Edelherren der Mark Meißen und des Osterlandes)

## Besondere baugeschichtliche Objekte in der Burg
Der Burgenforscher Otto Piper (1841–1921) listet für die "thüringische Schönburg" mehrere sehenswerte Objekte auf:
- Abort im Eingangsstockwerk des Bergfriedes (beim Hocheingang). Der Abort ist direkt vom Hocheingang zugängig. Es handelt sich aber nicht um einen Aborterker an der Außenseite des Bergfriedes, sondern der Fallschacht und der Abortraum sind innerhalb des Mauerwerkes des Bergfriedes in dessen Mauer integriert. Der Fallschacht hat keine Öffnung nach außen, da hier der innere Burghof ist.
- eine unverzierte Pechnase mit Satteldach.
- steinerner Wehrgang (Plattform mit Steintreppe als Teil der Ringmauer) mit hervorspringenden Kragsteinen. Abgebildet bei Piper.
- über den Kamin im Bergfried der Schönburg schreibt Piper "Der Kamin im Eingangsstockwerk des Berchfrits von Schönburg bei Naumburg, Fig. 495, hat, als besonders alt, „wenn nicht der älteste bekannte in Deutschland“ (Müller u. Mothes, Archäol. Wörterbuch "Kamin"), eine gewisse Berühmtheit erlangt. Die Burg wird jedoch erst 1137 urkundlich genannt." (Zitat im Zitat). Abbildung unter genannter Nummer bei Piper.

Zum Kamin der Schönburg zitiert Piper noch zwei andere Quellen. Dehio: Handbuch der deutschen Kunstdenkmäler, 1905, I, S. 278: im Bergfried der Schönburg (Zitat) „ein Gemach mit Kamin in den Formen, die am Naumburger Dom ca. 1220 zur Erscheinung kommen, also nicht der älteste Kamin Deutschlands“. Piper zitiert noch aus Bau- und Kunstdenkmäler der Provinz Sachsen, H. 26, S. 209 (Zitat): „Der Rauchfang ruht auf Kämpfern und Würfelkelchkonsolen, deren feine Profile genau denen am Dom in Naumburg (Vorhalle, Vorkrypta) um 1220 entsprechen.“ Daher ist laut Piper mit dem Bergfried auch der Kamin aus der Zeit um 1220, da Bergfried und Kamin offenbar gleichzeitig erbaut wurden.
- über den Brunnen der Schönburg teilt Piper mit er liege in einem ganz schmalen, Vor- und Hauptburg voneinander trennenden Gebäude. Damit ist offenbar der Zwinger-Bereich gemeint.

Friedrich Nietzsche berichtet zwischen 1856 und 1869 folgendes über den Burgbrunnen der Schönburg: „Wir gingen den Weg zur Burg hinauf, der noch an den Seiten von Mauerresten begrenzt ist, und traten in den Burghof ein, dessen Hälfte jetzt zu einem Garten umgewandelt ist. Noch ein sehr tiefer Brunnen befindet sich darin, über welchen ein Häuschen gebaut ist. Dieser Garten ist von dem Burghof durch eine Mauer getrennt und steht durch eine Pforte mit ihm in Verbindung.“
Mit dem Burghof meint Nietzsche den der Vorburg und mit dem Garten und der Mauer mit Pforte den Zwinger mit dessen Zwingermauer. Die niedrige Zwingermauer mit Zugangsportal existiert noch heute (2024). Der Brunnen befand sich in einem Brunnenhaus, das damals offenbar noch existierte.
Es sei noch darauf hinzuweisen, dass sich am Bergfried an dessen nördlicher Außenseite eine Rauchabzugs-Öffnung in großer Höhe befindet, die dem genannten Kamin im Turm zugehörig ist. Kunsthistorisch ist diese in ihrer Art sicher bemerkenswert. Möglicherweise meinte Piper diese mit der genannten Pechnase. Der Bergfried kann von Besuchern (gegen Entgelt) bestiegen werden, wenn die Gaststätte geöffnet ist, die den Turmschlüssel verwahrt (Stand 2024). Der von Piper beschriebene Kamin ist noch vorhanden.

## Amtsgefängnis

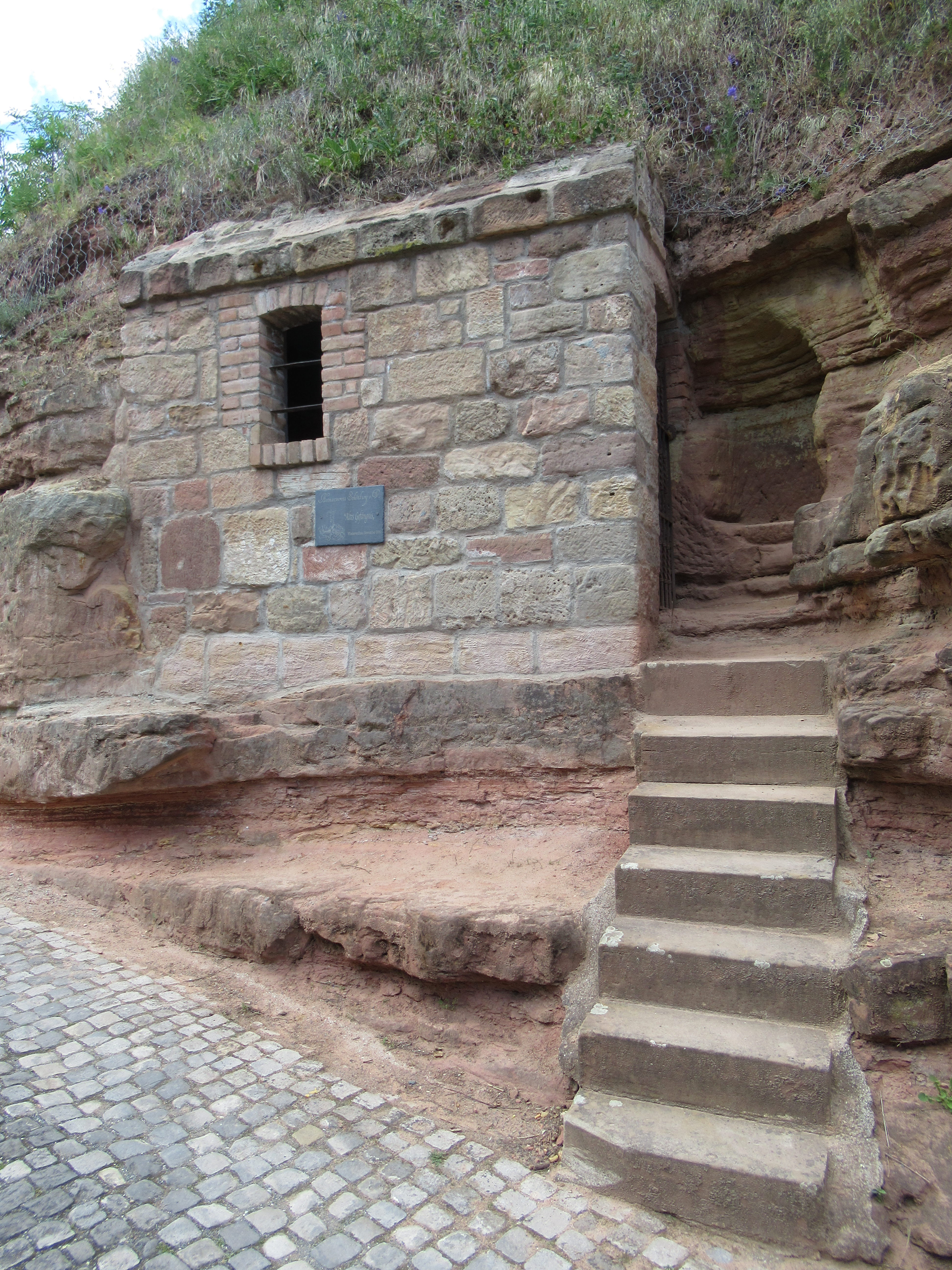
Amtsgefängnis

Am Aufgang zur Vorburg befindet sich das historische Gefängnis des Amtes Schönburg. Es lehnt sich direkt an den Felsen an.